# Андарак (Лейлекский район)
Андарак — село в Лейлекском районе Баткенской области Кыргызстана. Входит в состав Сумбулинского аильного округа.
Большинство населения составляют этнические таджики. В 2011 году в селе произошли стычки на этнической почве с участием около 1000 таджиков и 500 киргизов. Ситуация стала предметом обеспокоенности глав дипломатических ведомств Кыргызстана и Таджикистана. Позднее также была сформирована правительственная комиссия киргизского парламента по расследованию инцидента.
В селе имеется детский сад (на 75 мест) и средняя школа.

## Население
Численность населения села Андарак по годам:
- 1999 год — 4 736 человек[6]
- 2009 год — 5 997 человек[6]
- 2019 год — 7 667 человек[7]
- 2020 год — 7 918 человек[8]
- 2021 год — 8 001 человек[9]
- 2022 год — 8 078 человек[10]
- 2023 год — 8 204 человек[11]

## Галерея

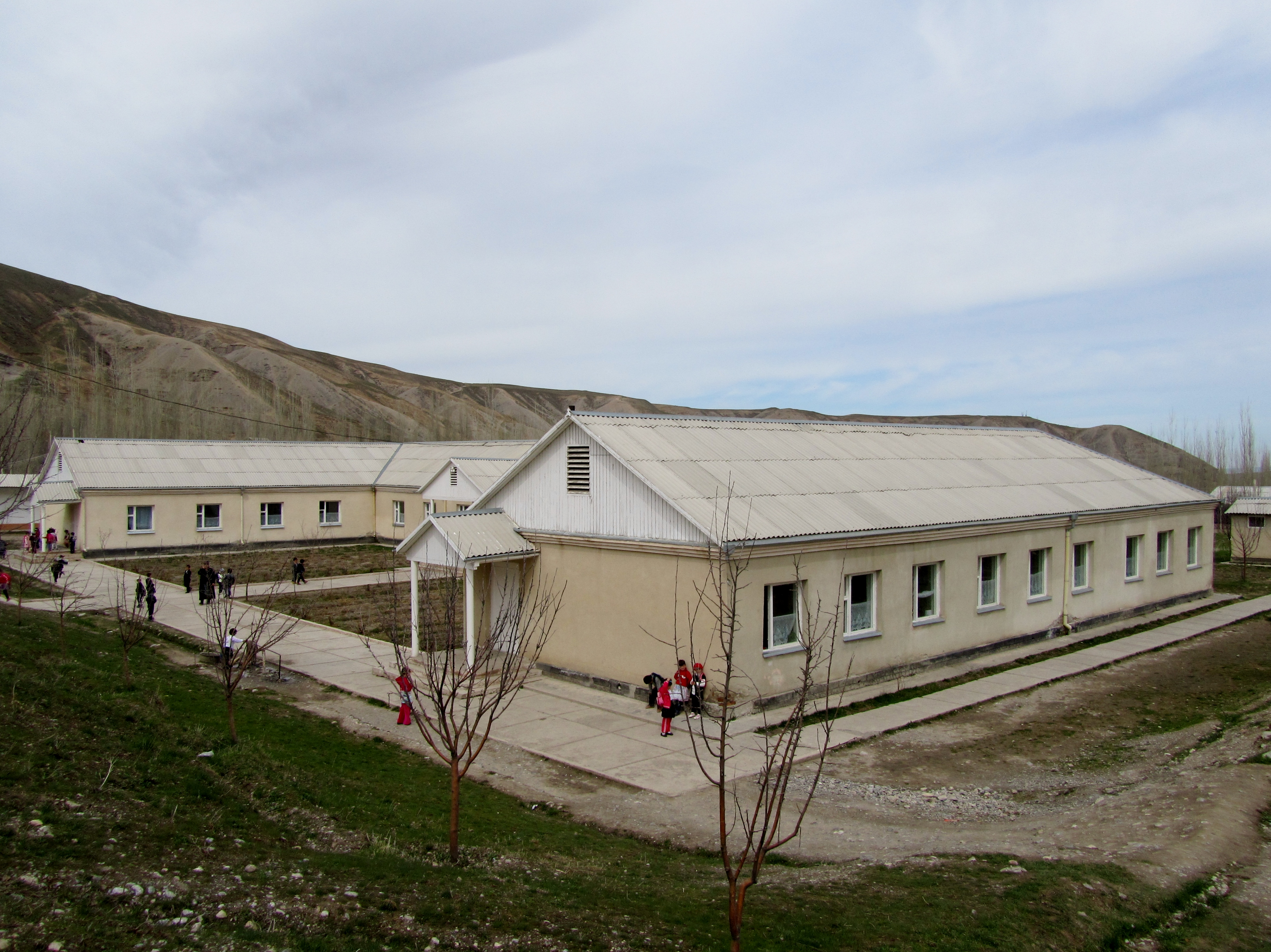
Школа
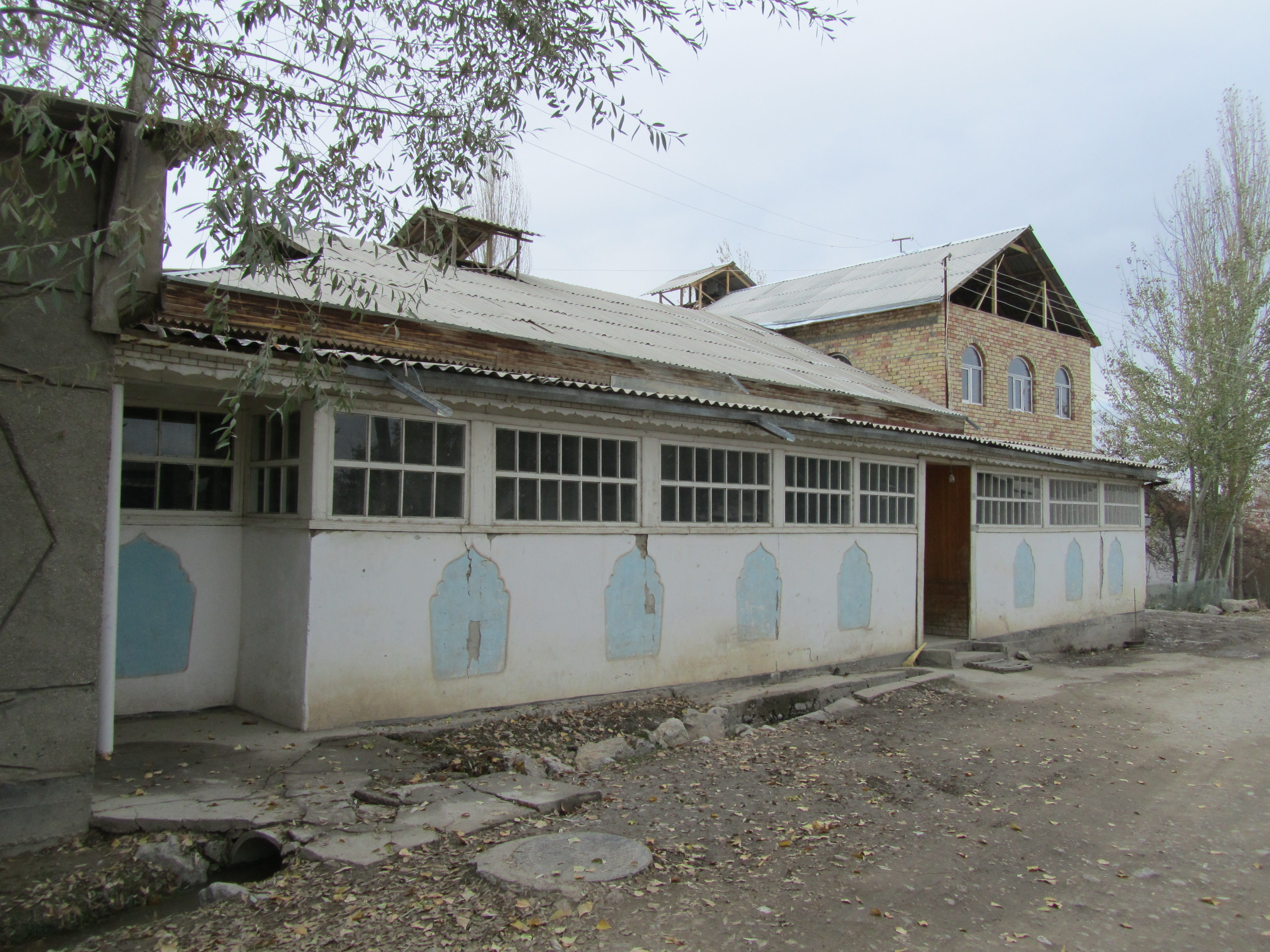
Мечеть
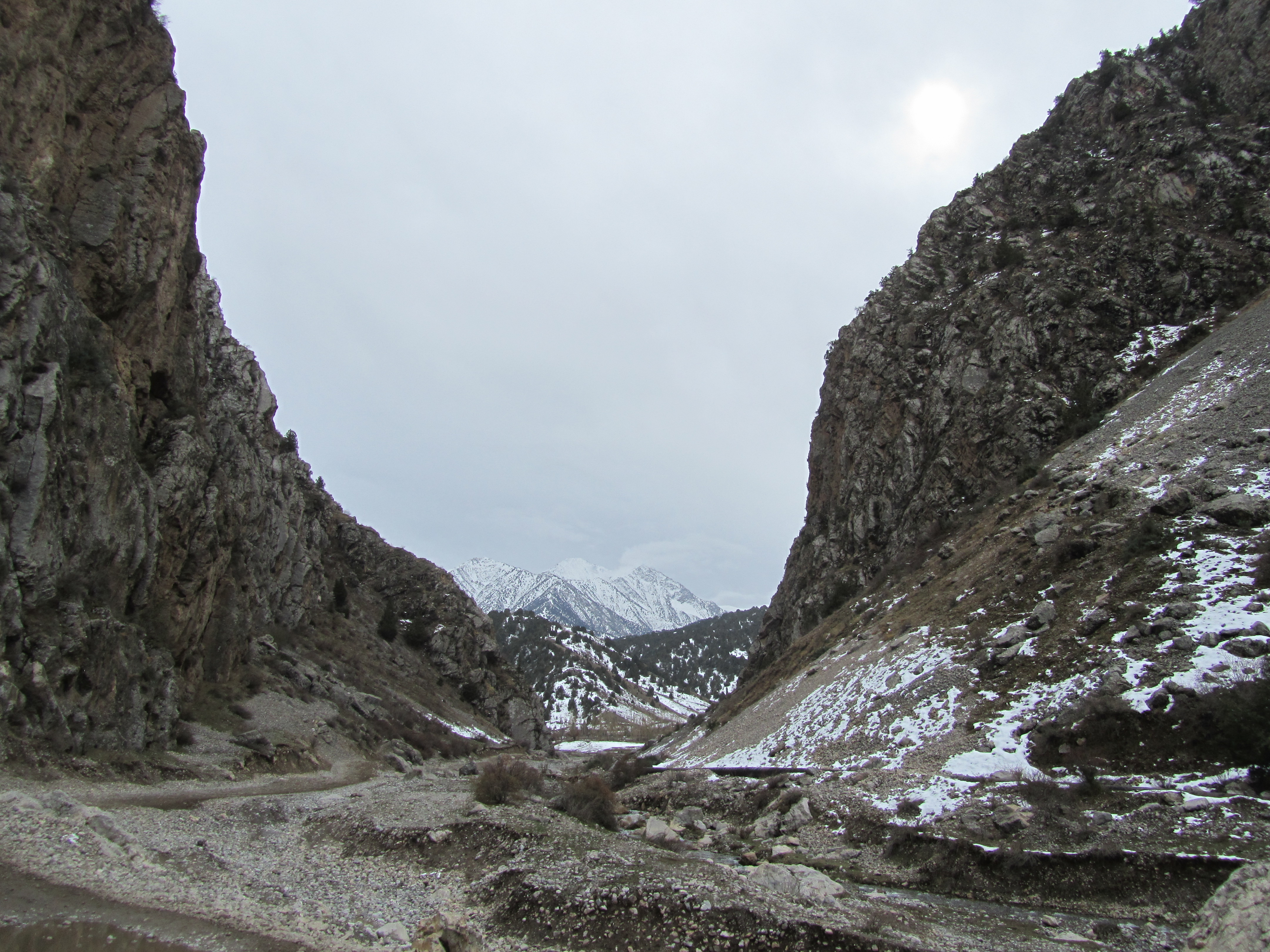
Ущелье возле Андарака